# Фродон, Жан-Мишель
Жан-Мишель Фродон (Jean-Michel Frodon; наст. фамилия Бийяр, род. 20 сентября 1953 г.) — ведущий кинокритик французской газеты Le Monde, в прошлом — главный редактор журнала Cahiers du cinéma. Взял псевдоним по имени героя книги Властелин колец — Фродона-Фродо. До перехода в Le Monde в 1990 году печатал рецензии в еженедельнике Le Point, у истоков которого стоял его отец. Автор книг о Хоу Сяосяне, Робере Брессоне, Жиле Делёзе и др. Преподавал в Сорбонне, Эколь Нормаль, Институте политических исследований. Создатель ассоциации режиссёров и исследователей кино L’Exception. Лауреат премии Французской академии им. Рене Клера за монографию «Современная эра французского кино» (1995).